# 陳福星
陳福星（1915年9月15日—1985年5月28日），台南市人，中國共產黨員，日本大學哲學系畢業，1946年加入中國共產黨並成立台南市工委會，後身分曝光潛逃，1948年底，蔡孝乾遭捕，陳福星於1949年重整省工委成為省工委首腦，退入苗栗三義山區持久對抗，1952年組織遭政府瓦解，並於1952年召開記者會宣布組織瓦解，1953年底獲得國防部核准自新。

## 經歷
陳福星，1915年生，台南市人，日本大學哲學系畢業，返台後擔任台南鳳梨公司第三廠代廠長，因不滿政府腐敗，常與同學李義成討論時政，並經由李義成介紹認識日據時代台灣農民組合要員李媽兜，1946年，陳福星透過李媽兜的介紹而認識省工委總書記蔡孝乾加入組織，奉命與李媽兜、陳文山成立台南市工委會，期間陳福星擔任台南新豐農業學校校長，蔡孝乾安排林英傑等人至該校任教，1948年底暴露身分後，陳福星潛逃至基隆鍾浩東處與桃園義民中學姚錦處，1950年3月蔡孝乾被捕，陳福星於1950年5月重整台灣省工委會，化名「老洪」，與周慎源發生路線之爭，陳福星採取「退守保幹」策略，退入苗栗三義地區，1951年，政府改採由下而上，抽絲剝繭，說服與攏絡的政策，1952年乃瓦解其組織，並逮捕419人，同年，由陳福星率領幹部召開記者會，表示脫離組織，1953年12月28日，國防部核准陳福星、曾永賢、劉興炎、林希鵬、黎明華、蕭道應等6人自新。
陳福星自新後，與曾永賢、劉興炎、林希鵬、黎明華、蕭道應等人被安排進入調察局工作，陳福星最初被派到台北區調查處，不久改調第三處從事政治偵防工作，後來調往基隆海員調查處擔任科長，曾永賢升任調查局第四處處長後，有意回台北的陳福星，曾永賢想辦法將他調到第四處擔任簡任督察至退休。

## 相關案件

### 邱乾耀等叛亂案
邱乾耀為1950改制通霄鎮後首任民選鎮長，其弟邱聯飛妻舅曾永賢為省工委竹苗地區要角，透過曾永賢的關係，陳福星、林元枝都曾藏匿於其祖厝，林元枝並交付書刊等予邱乾耀，邱乾耀因此遭重判死刑，然而從邱乾耀所留之遺書卻未見其投共之跡象，可能為冤案，然當事人曾永賢並未對此做過澄清，2018年12月7日，促進轉型正義委員會促轉三字第1075300145A號函文，有關邱乾耀連續藏匿叛徒之有罪判決暨其刑及沒收之宣告正式撤銷。

### 簡國賢案
1949年7，8月簡國賢與廖成福經黃培奕吸收加入共產黨，並參加陳福星主持之集體學習會，先後在桃園大溪及苗栗縣苑里一帶擔任宣傳發展組織，並掩護逃亡黨徒藏匿工作，本案簡國賢與廖成福遭判死刑，陳戊寅、陳定坤、莊金明、林炳煌、呂石來、祝木華、陳克誠知匪不報罪名不成立，無罪釋放。

### 周耀旋等叛亂案
周耀旋1948年任職桃園縣救濟院時，經陳福星吸收加入共產黨，周耀旋後與范新戊、黎明華成立省工委楊梅支部，1949年1月，周耀旋轉至台北市汽車司機工會任職，負責聯絡及傳達匪上級命令，成立讀書會宣傳。吸收蔡錦添加入，又糾合攤販組成2個街頭支部。本案周耀旋、宋增勳遭判死刑。

### 葉石濤案
葉石濤與陳福星為台南二中同學，戰後陳福星曾與他接觸，在二二八發生後，陳福星鼓動他印製及散發標語，後來葉石濤因此被起訴3年徒刑，審判時以其為高知識份子知情不報，顯然有通匪嫌疑為由，加重判決為5年，2018年12月7日，促進轉型正義委員會促轉三字第1075300145A號函文，有關葉石濤明知為匪諜而不告密檢舉之有罪判決暨其刑之宣告正式撤銷。